# قلعه جونقان

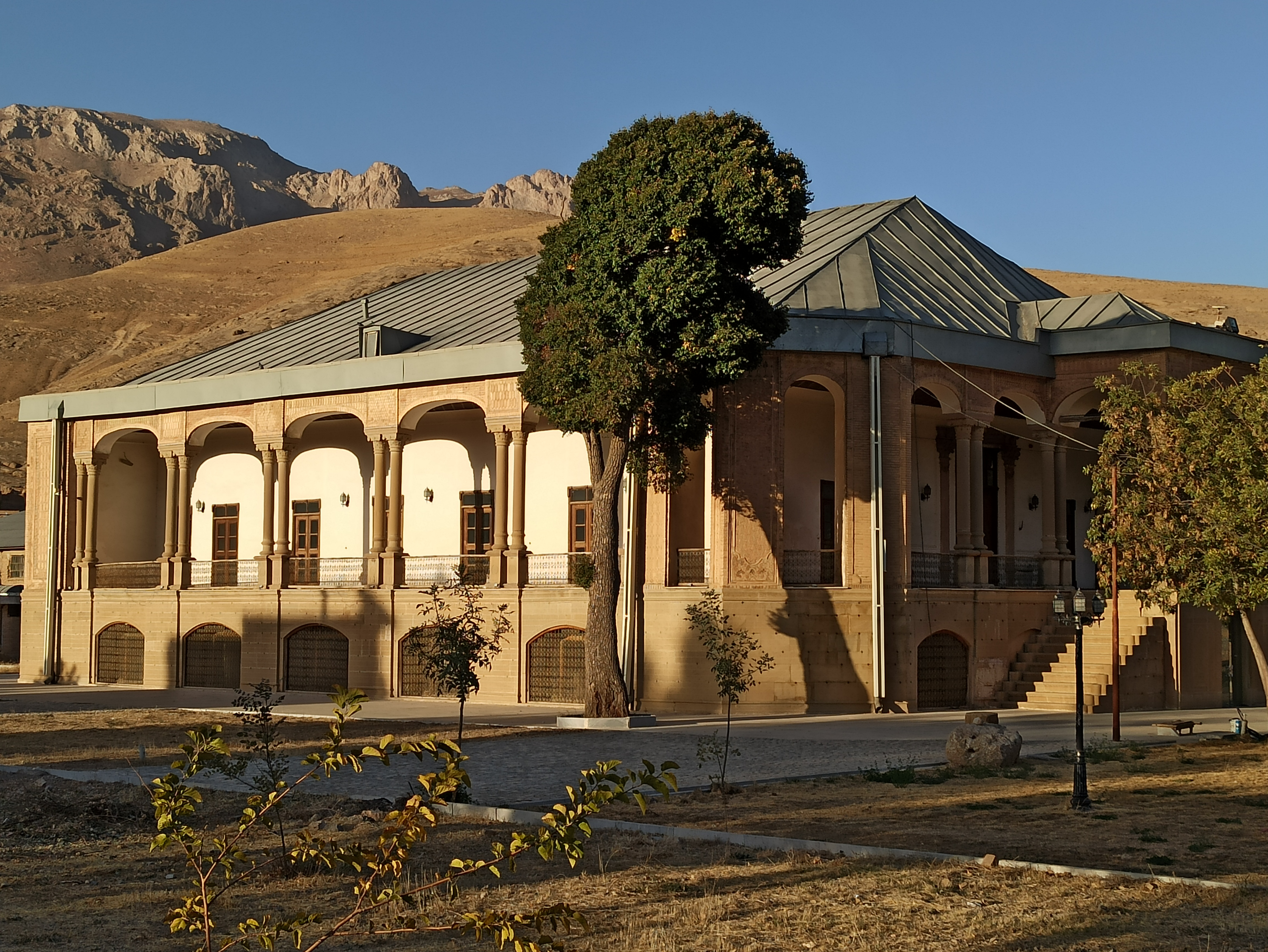

قلعه سردار اسعد بختیاری، قلعه ای تاریخی در شهر جونقان از توابع استان چهارمحال و بختیاری است که به دستور سردار اسعد بختیاری ساخته شد. این اثر در تاریخ ۵ دی ۱۳۵۶ با شمارهٔ ثبت ۱۵۴۸ به‌عنوان یکی از آثار ملی ایران به ثبت رسیده است. این قلعه، شهرت خود را مدیون مشروطیت و شروع قیام بختیاری‌ها در این قلعه و سپس فتح اصفهان و فتح تهران است.
بعدها علیقلی‌خان سردار اسعد که در همین شهر به دنیا آمد، کاخ بزرگ و با معماری نوین فرانسه بر روی بقایای منزل پدری خویش بنیان گذاشت.
هانری رنه دالمانی در کتاب خود «از خراسان تا بختیاری» فصل ۱۲ تا ۱۵ جلد دوم خاطرات و تصاویر جالبی از این کاخ و فرهنگ مردم جونقان و بختیاری ارائه نموده است.
این کاخ اولین مکانی در اصفهان و چهارمحال بوده که به موتور برق و الکتریسیته مجهز گردیده است. علی اکبر دهخدا نوشتن لغتنامه مشهورش را در این کاخ آغار نمود. بسیاری از پناهندگان سیاسی در اثنای جنگ جهانی اول در این کاخ مهمان مردم جونقان بودند. این قلعه هم‌اکنون توسط سازمان گردشگری و میراث فرهنگی به عنوان موزه مشروطیت ایران مورد بهره‌برداری قرار گرفته است.
سالانه هزاران نفر از سراسر ایران و جهان از آثار باستانی و تاریخی جونقان و قلعه سردار اسعد بازدید می‌کنند. این بنای دو طبقه اواخر دورهٔ قاجاریه پس از دستیابی فرزندان حسین قلی ایلخانی به قدرت سیاسی توسط سردار اسعد دوم بختیاری با الهام از کاخ‌های اروپایی قرن نوزدهم میلادی، بر سر گذرگاه جاده لینچ که با هماهنگی میرزا علی‌اصغر اتابک (امین السلطان) صدر اعظم ناصر الدین شاه قاجار، به همراه دیگر خویشان از جمله سهامداران آن شمرده می‌شدند. به منظور نظارت بر حسن اجرای قرار دادهای تجاری خان‌های بختیاری و شرکای انگلیسی شان بنیاد نهاده شد.

## معماری
این بنا دارای محوطه‌ای وسیع تر از محدودهٔ فعلی آن بوده که به مرور ایام و در اثر عوامل مختلف طبیعی و اجتماعی در طول یک صد سال گذشته و نیز کمی دقت در شالوده‌های اصلی و استفاده‌هایی نامناسب نظیر پاسگاه ژاندارمری، کتابخانه عمومی و مدرسه دچار آسیب‌های فراوان شده و در واقع به جز قسمت شاه‌نشین اصلی بقیه ابنیه و ساختمان‌های جانبی آن از میان رفته است.
کاخ قلعه جونقان که به گواهی (هانری رنه دالمانی) زیبایی‌های افسون‌کننده‌اش یادآور صحنه‌های داستان‌های شهرزاد قصه‌گو در داستان‌های هزار و یک شب بوده در دوران شکوه خویش دارای باغ‌های پیرامونی، استخر مرکزی، سر در باشکوه، ورودی مشرف بر جاده سنگ‌فرش باستانی، آینه کاری و نقاشی‌های دیواری همراه با کتابخانه‌ای معظم بوده است که در حال حاضر از آن همه ویژگی‌های ارزشمند تنها نمونه‌های ذیل قابل مشاهده هستند:
ـ طبقهٔ فوقانی که در سه جهت شرقی، جنوبی و شمالی دارای ایوان با ستون‌های سنگ است و در مرزهای اتصال آجر کاری متنوعی دارد. در جبههٔ غربی به صورت دیوار یک دست و بدون ستون یا آجرکاری یکنواخت و ساده دیده می‌شود. در این قسمت سقف اتاق‌ها به صورت هندسی توفال کوبی شده‌اند. این بخش از بنا اعیانی و شاه‌نشین بوده است.
ـ طبقهٔ زیرین در عمق یک متری از کف محوطه کاخ قلعه قرار دارد که ورود به آن از زیر پله‌های طبقهٔ فوقانی امکان‌پذیر می‌شود. در این طبقه سقف تمامی راهروها و اتاق‌های منشعب به شیوه (قمی پوش) طاق زده شده است. هر اتاق دارای یک بخاری دیواری با گچبری‌های ساده است. این قسمت از بنا انبار مورد استفاده خدمتگذاران بوده است.
در این بنا ویژگی‌های تزئینی زیر را می‌توان سراغ گرفت:
ـ حجاری‌های نمای بیرونی طبقهٔ زیرین شامل قطعات سنگ‌نما و نما و ازاره‌های سنگی ابزار کاری شده با نقوش هندسی مستطیل و لوزی است. بر برنهٔ جرزهای بین پنجره‌ها، لچک، پیشانی و لبه ایوان نیز نقوش اسلیمی و گل‌بوته وجود دارد.

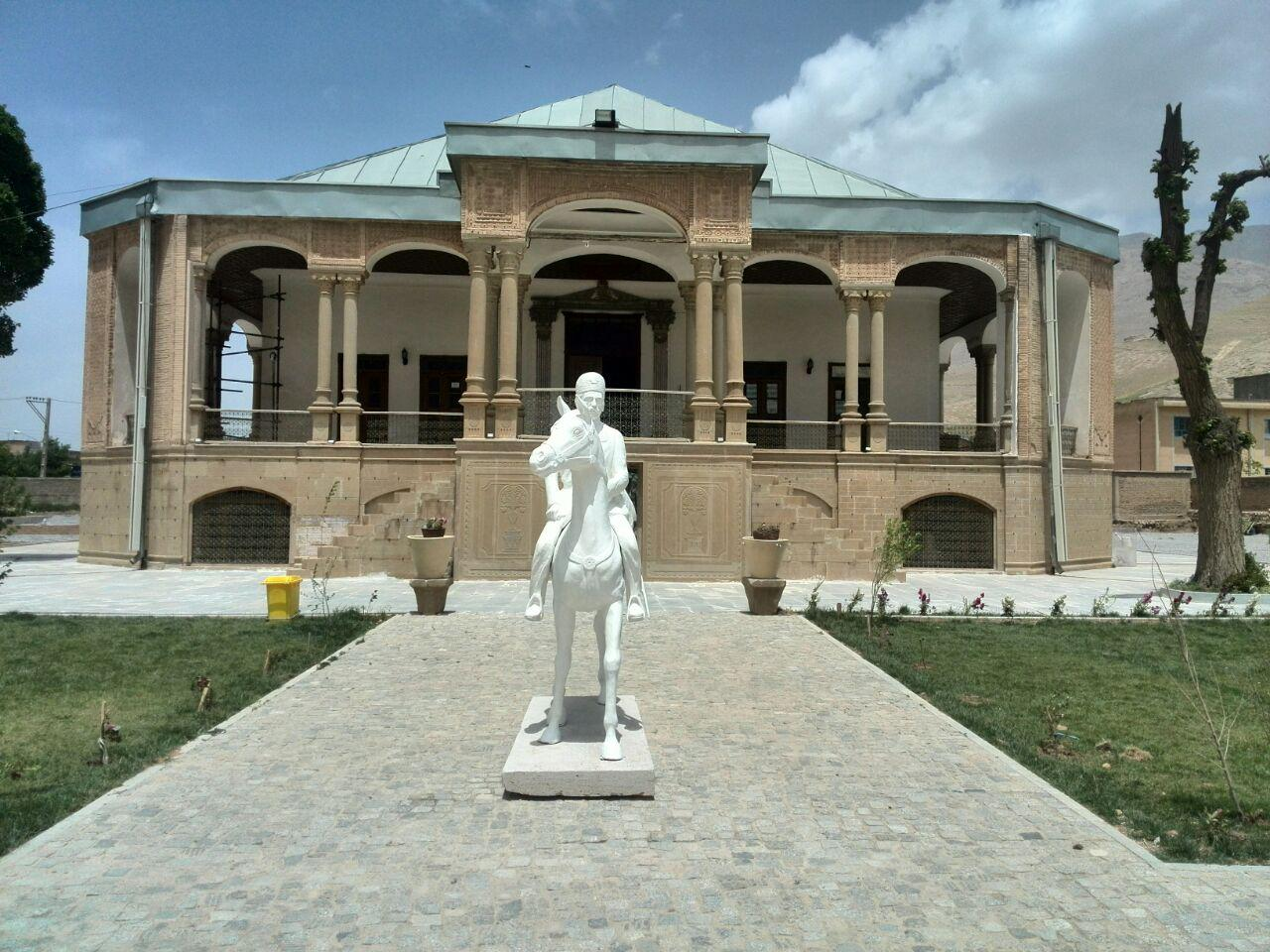

ـ ستون‌های سنگی در سه جبهه شرقی، جنوبی و شمالی به صورت جفت در کنار هم، شش جفت در ایوان شمالی، شش جفت در ایوان جنوبی و شش جفت در ایوان شرقی قرار دارد. سر ستون‌های منقوش طوماری با گل چند پر در میان مر کدام تزئین شده‌اند. میله ستون‌ها ساده و صیقلی بوده و پایه ستون‌ها به صورت قطعات بریده وصل به ستون دارای برجستگی نواری می‌باشد. زیر ستون‌ها نیز به صورت مکعب مستطیل با نقوش یکنواخت شامل گل چند پر و نیلوفر تزیین یافته است.
ـ سر بخاریهای اتاق‌ها، زیرزمین و طبقهٔ فوقانی و همچنین در طرفین در ورودی اصلی این طبقه دارای گچبری است.
طوماری با گل چند پر در میان هر کدام تزیین شده‌اند. میله ستون‌ها ساده و صیقلی بوده و پایه ستون‌ها به صورت قطعات بریده وصل به ستون دارای برجستگی نواری می‌باشند. زیر ستون‌ها نیز به صورت مکعب مستطیل با نقوش یکنواخت شامل گل چند پر و نیلوفر تزیین شده‌اند.
ـ سر بخاری‌های اتاق‌ها، زیرزمین و طبقهٔ فوقانی و همچنین در طرفین در ورودی لصبی این طبقه دارای گچبری است.
ـ هنر آجر کاری در تمامی سطوح بیرونی دیوار غربی از بالای بنا و سطوح پیشانی ازاره‌های سنگی تا انتهای دیوار و نیز پخ‌های چهار زاویه قس‌های ایوان‌ها با استفاده از فرم‌های مستطیل ساده، گل میخی، لوزی و مربعی در این بنا قابل توجه است.
ـ برای شکوه بیشتر فضاهای مرتبط فوقانی، درهای ورودی راهروی اصلی با استفاده از روش معرق روی چوب و فلزکوبی به صورت گل و بوته تزین شده است که قابل مقایسه با دیگر بناهای تاریخی منطقه از این حیث می‌باشد.
ـ در شرق محوطه کاخ، سردر ورودی مرتفعی با سقف هلالی در دو طبقه واقع شده که در طرفین آن‌ها اتاق‌های دیده‌بانی و نگهبانی قرار گرفته است. مصالح به کار رفته در آن همچون دیگر اجزا کاخ، خشت با نمای آجر است که در اطراف آن ارازه‌های سنگی مستطیلی منقوش با ارتفاع شصت سانتی‌متر قرار دارد.